# باول جي كوليمان
بول جيه كولمان جونيور Paul J. Coleman (7 مارس 1932-6 أبريل 2019) عالم فضاء أمريكيًا وخبيرًا سابقًا في وكالة ناسا وأستاذ فيزياء الفضاء بجامعة كاليفورنيا في لوس أنجلوس  والرئيس المؤسس لمعهد جيرفان للتكنولوجيا.  كان كولمان أيضًا أحد مؤسسي JumpStartFund، وهي منصة تعهيد جماعي عبر الإنترنت.  
حصل على وسام الإنجاز العلمي الاستثنائي من وكالة ناسا، واحدة في عام 1970 لمساهماته في استكشاف النظام الشمسي والأخرى في عام 1972 لمساهماته في استكشاف القمر. في عام 1975 انتخب في الأكاديمية الدولية للملاحة الفضائية. كان زميلًا لجون سيمون غوغنهايم في عام 1975  وباحث أول في برنامج فولبرايت من 1975 إلى 1976. P من 1981 إلى 2000، كان رئيسًا ومديرًا تنفيذيًا لـ USRA.  في عام 1985، تم تعيين الدكتور كولمان من قبل الرئيس رونالد ريغان في اللجنة الوطنية للفضاء. في عام 1991، تم تعيينه من قبل نائب الرئيس دان كويل في المجلس الاستشاري لسياسة الفضاء. في عام 2004، تم تكريمه من قبل Space News، كواحد من عشرة "مبتكرين ورؤى" الذين "أحدثوا فرقًا" في مؤسسة الفضاء العالمية على مدار الخمسة عشر عامًا الماضية ".  

## حياته وعمله
حصل كولمان على درجة البكالوريوس في الهندسة في الرياضيات والفيزياء، ودرجة الماجستير في الفيزياء، والدكتوراه في فيزياء الفضاء. خدم لمدة عامين كضابط مفوض في القوات الجوية للولايات المتحدة، مع واجب في أوروبا وكوريا الجنوبية وتركيا من 1954 إلى 1956.
تضمنت خبرته المهنية المبكرة مناصب في شركة Ramo-Wooldridge Corporation (التي حصلت عليها شركة Northrop Grumman وفي مقر الإدارة الوطنية للملاحة الجوية والفضاء في واشنطن العاصمة، كمدير لبرنامج علوم الكواكب التابع لناسا.
في عام 1965، انضم إلى هيئة التدريس في جامعة كاليفورنيا في لوس أنجلوس.  هناك، مع الدكتور تي ايه فارلي، أنشأ مختبرًا للبحوث في فيزياء الفضاء. في سياق بحثه حول الجسيمات المشحونة والمجالات الكهربائية والمغناطيسية في الفضاء،  عمل مع سلسلة الأقمار الصناعية Explorer و OGO و ATS، وسلسلة Pioneer من مسابر الفضاء السحيق،  وسلسلة Mariner من الكواكب مركبة الفضاء أبولو 15 و17 وجاليليو. كتب أو تعاون في كتابة أكثر من 150 مقالة حول البحث في علوم الفضاء والتطورات في تقنيات الفضاء.

## روابط خارجية
- ملف تعريف ناسا